# Seimatosporium
Seimatosporium — рід грибів родини Sporocadaceae. Назва вперше опублікована 1833 року.